# The Rosa Parks Story
The Rosa Parks Story é um telefilme americano de 2002 escrito por Paris Qualles e dirigido por Julie Dash. Angela Bassett interpreta Rosa Parks, com Cicely Tyson em um papel coadjuvante como sua mãe. Foi transmitido pela CBS em 24 de fevereiro de 2002. Recebeu prêmios da NAACP e do Black Reel Awards.

## Antecedentes e sinopse
O filme é um relato da vida da Sra. Rosa Louise McCauley Parks e suas ações no movimento pelos direitos civis. Depois de se recusar a ceder seu lugar a um homem branco em um ônibus racialmente segregado, após um longo dia de trabalho, ela foi presa. Seu exemplo e tratamento levaram a um boicote aos ônibus como uma grande manifestação pelos direitos civis em Montgomery, Alabama; que durou 381 dias, de 1955 a 1956.
No filme, a trajetória de Parks é destacada e as questões da sociedade segregada do Alabama e de Deep South são indicadas. Quando criança, Rosa foi educada em escola particular administrada pela Sociedade Religiosa de Amigos (Quakers), onde foi incentivada a superar os limites da segregação. No final da adolescência, ela se casou com Raymond Parks, barbeiro e defensor da igualdade de direitos. Ela junta-se à secção local da NAACP, embora o seu marido acreditasse que a organização tinha sido ineficaz na sua batalha contra o racismo legalizado. Ela trabalhava como costureira em uma loja de departamentos.
Em 1º de dezembro de 1955, após um dia cansativo de trabalho, Rosa Parks sentou-se na seção designada para “pessoas de cor” de um ônibus urbano em Montgomery, Alabama. Quando a seção "Branca" da frente ficou lotada, o motorista, James Blake, ordenou que Parks abandonasse seu assento, como era de costume. Ela recusou e foi presa e encarcerada. Ativistas dos direitos civis organizaram um boicote aos ônibus de um dia no dia de seu julgamento (ela foi multada). Com seu sucesso, eles fundaram a Montgomery Improvement Association, e iniciaram um boicote aos ônibus em toda a cidade, liderado por um novo ministro local, Dr. Martin Luther King Jr. que sacrificaram tempo e energia para caminhar até o trabalho e outros destinos. Como representavam a maioria dos passageiros dos ônibus, o boicote reduziu enormemente os lucros obtidos pela empresa de ônibus. Eventualmente, a decisão da Suprema Corte dos Estados Unidos, em um caso relacionado, declarou a segregação nos ônibus inconstitucional. O boicote foi importante para mobilizar as pessoas no movimento pelos direitos civis, tanto em Deep South como a nível nacional nos Estados Unidos.
Em 1995, Rosa Parks foi premiada com a Medalha Presidencial da Liberdade.

## Elenco
- Angela Bassett como Rosa Parks

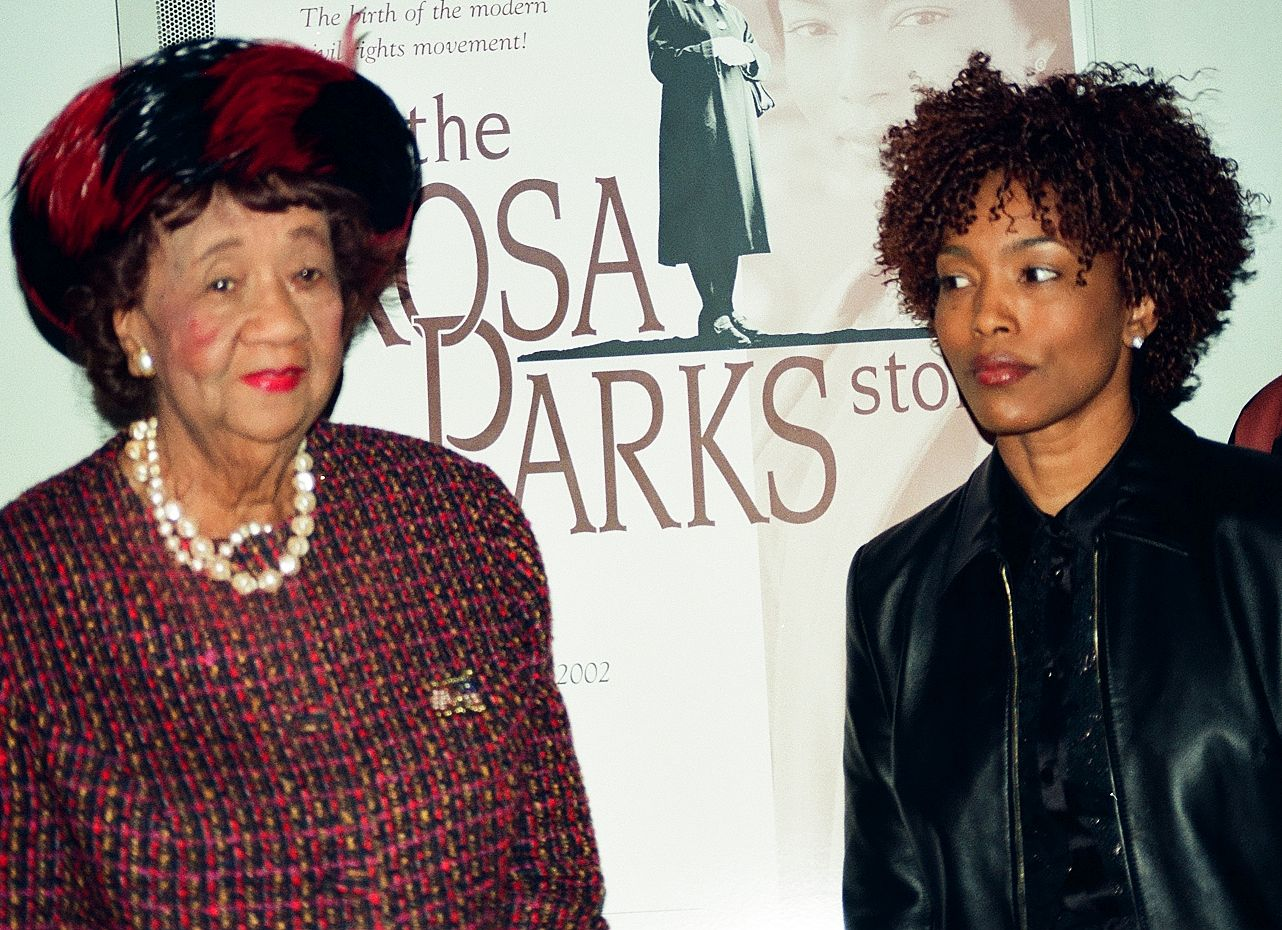
Dorothy Height e Angela Bassett

- Peter Francis James como Raymond Parks
- Cicely Tyson como Leona McCauley, mãe de Rosa
- Dexter Scott King como Martin Luther King Jr.

## Prêmios e indicações
- O filme foi eleito o Melhor Filme para Televisão no NAACP Image Awards. Angela Bassett ganhou o NAACP Image Award de Melhor Atriz em Filme para Televisão, Minissérie ou Especial Dramático por sua atuação.
- Em 2003, o Black Reel Awards foi para Bassett como Melhor Atriz, Cicely Tyson como Melhor Atriz Coadjuvante, Paris Qualles por sua telepeça e o filme como Melhor Filme para Rede/Cabo.
- Também ganhou o Family Television Award e o New York Christopher Award.
- Para o 55º Prêmio Anual do Directors Guild, Julie Dash foi indicada por seu Excelente Desempenho na Direção em The Rosa Parks Story. Ela foi a primeira mulher afro-americana indicada na categoria "Filmes do horário nobre feitos para televisão".[2]
- Angela Bassett foi indicada ao Primetime Emmy Award de melhor atriz em minissérie ou telefilme.